# Rock celtique
Genres dérivés
Punk celtique, metal celtique
Le rock celtique est un genre de folk rock auquel sont incorporés des éléments de musiques celtiques. Cette fusion celtique intègre l'instrumentation et les thèmes dans un contexte « rock ». Il se développe réellement à partir des années 1970, et peut être considéré comme un fondement essentiel du développement des groupes traditionnels celtiques à grand succès et des artistes musicaux populaires, ainsi que la création d'importants dérivés à travers d'autres fusions celtiques (en). Il joue un rôle majeur dans le maintien et la définition des identités régionales ou nationales et permet de favoriser une culture interceltique. Il a également aidé ces cultures à s'adresser à un public extérieur.

## Caractéristiques

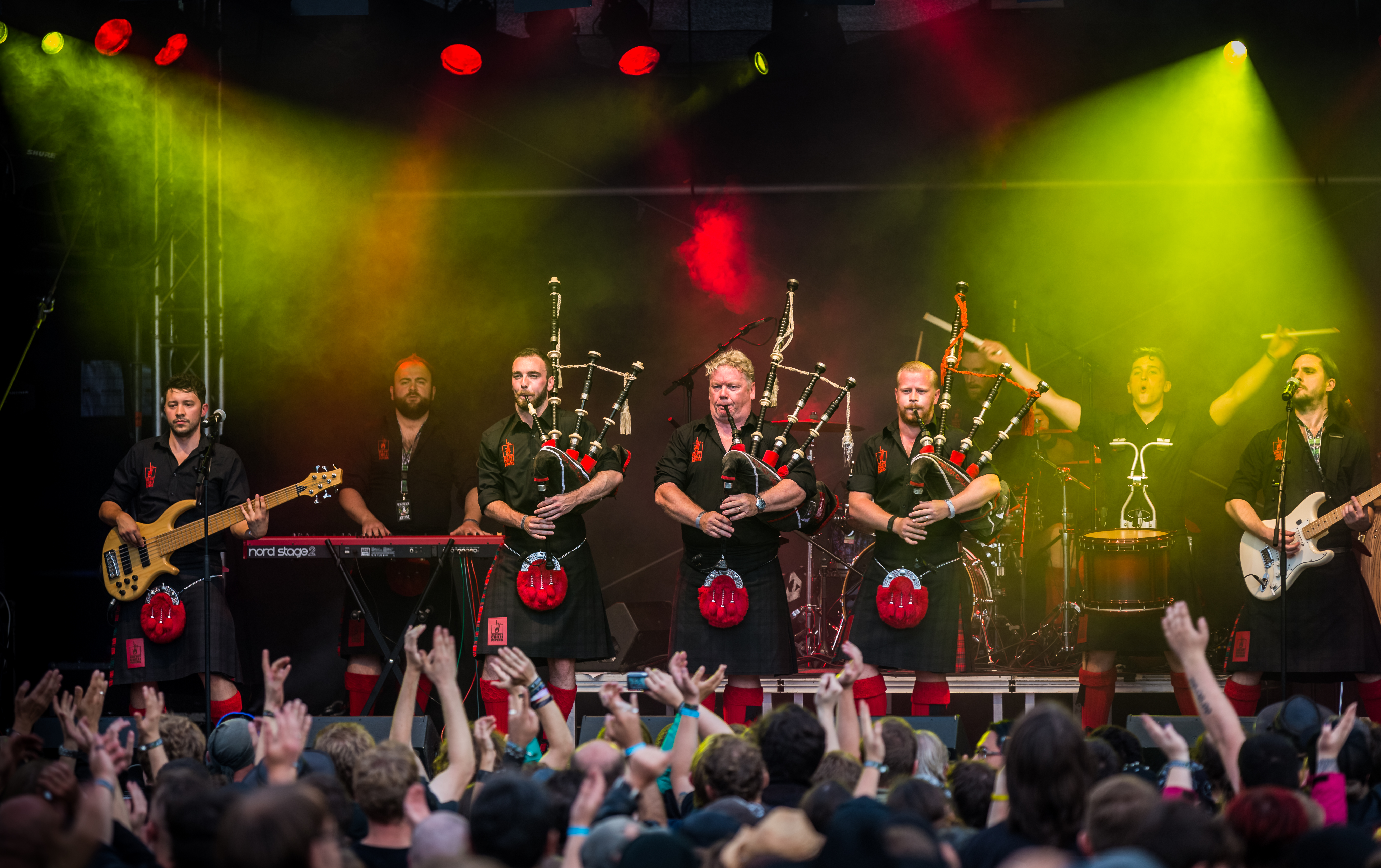
Red Hot Chilli Pipers

Le rock celtique est un style musical hybride des formes musicales traditionnelles irlandaises, bretonnes ou écossaises associées à la musique rock. Ceci peut être réalisé : par le jeu de la musique traditionnelle, en particulier des ballades, des jigs, des reels, plinn, avec une instrumentation rock ; par l'ajout d'instruments traditionnels celtiques, y compris la harpe celtique, les cornemuses (Great Highland Bagpipe, biniou, uilleann pipes, border pipe), la bombarde, le violon (fiddle), le bodhrán, l'accordéon (diatonique), les flûtes (traversière en bois, tin whistle), le concertina, le bouzouki, les clarinettes, aux formats conventionnels du rock ; par l'utilisation de paroles en langues celtiques ou dialectes et par l'utilisation de rythmes traditionnels et des cadences autres que dans la musique rock conventionnelle.
Tout comme la validité du terme celtique en général et la contestation d'une étiquette musical, le terme de rock celtique ne peut pas être pris pour signifier une culture musicale celtique unifiée entre les nations celtes. Toutefois, le terme reste un moyen utile de décrire la propagation, l'adaptation et le développement de la forme musicale dans des contextes différents, mais liés[réf. nécessaire]. Par exemple, à partir des années 1970, les jeunes musiciens bretons ont éprouvé une attirance « pour la virtuosité qui s'exprimait en musique irlandaise, à une époque où la musique bretonne, dans ses formes instrumentales, l'était beaucoup moins, notamment au violon, où ne subsistaient que les traces d'une culture musicale qui avait sûrement été plus dynamique » témoigne Erik Marchand. De nouveaux instruments sont introduits en Bretagne : la flûte traversière en bois, le bouzouki, le banjo ainsi que la guitare, folk (en accordage ouvert par exemple) puis électrique (en se rapprochant du rock anglo-saxon).

## Histoire
Le rock celtique se développe à partir de la scène folk electric (origine anglaise). Dès le début des années 1960, Bob Dylan joue du folk « électrifié ». La première utilisation du terme écrit peut provenir du chanteur écossais Donovan pour décrire le folk rock qu'il crée pour son album Open Road en 1970, qui lui-même présente une chanson nommée celtic rock. Toutefois, l'absence claire d'éléments celtiques aux compositions signifie que même si le nom est pris ici, ce n'est pas le premier exemple d'un genre qui était en développement. Le groupe anglais East of Eden tentera une approche rock progressif en 1971 avec Jig-a-Jig, ce à quoi Alan Stivell cherche à aboutir en France. La world music se développera en fin de millénaire, avec des précurseurs comme Alan Stivell ou Peter Gabriel du groupe Genesis et des projets fédérateurs comme l'Héritage des Celtes ou Riverdance en Irlande.

### France

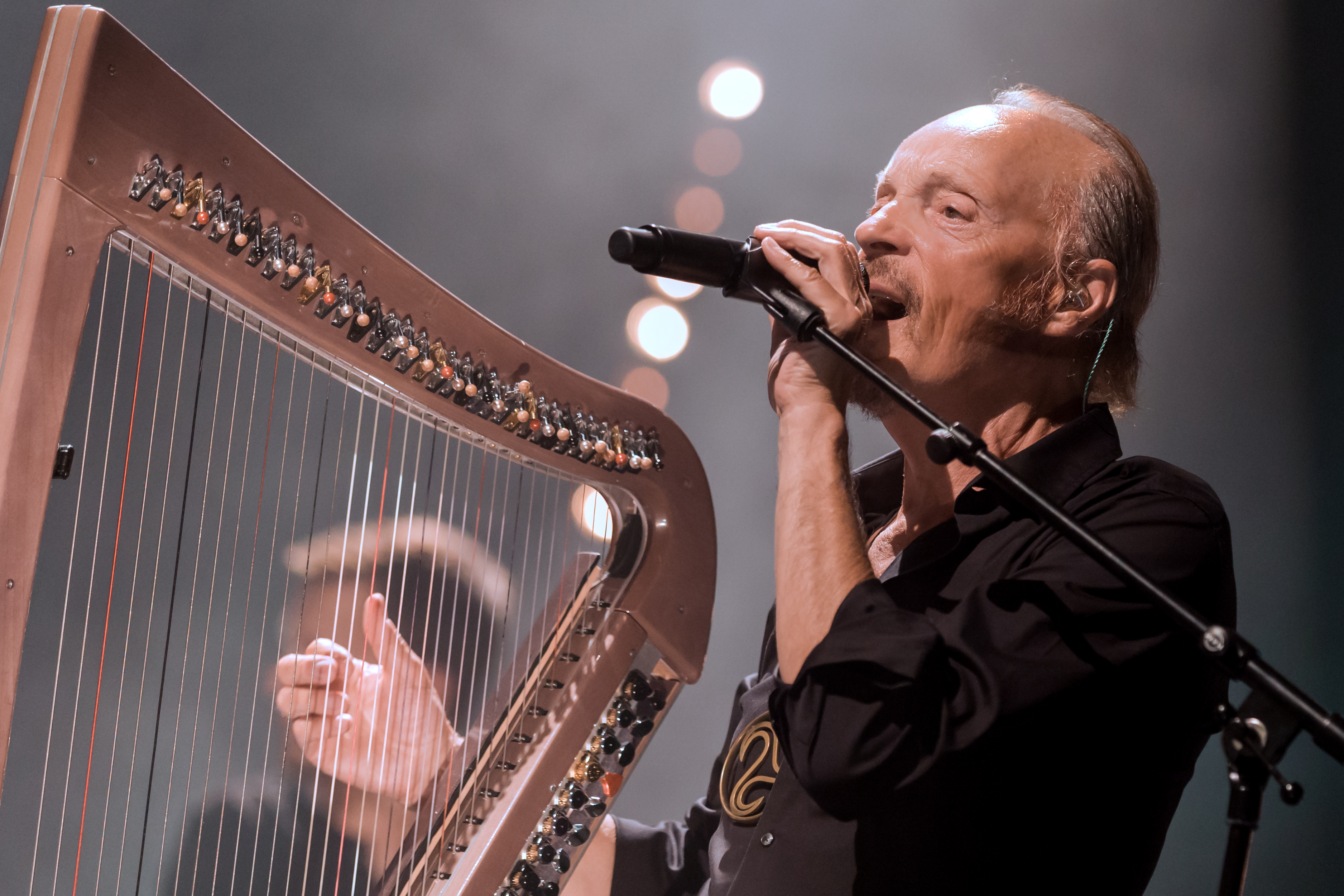
Alan Stivell.

En France et en Bretagne, le précurseur de ce style est Alan Stivell, à l'origine du renouveau culturel breton des années 1970 et principal promoteur de la harpe celtique. À 21 ans, il crée un groupe folk celtique avec le bagad Bleimor. Dès la fin des années 1960, il marie musique traditionnelle bretonne, irlandaise, écossaise ou galloise en y introduisant des rythmes et des instruments propres au rock comme la guitare électrique. Cette modernisation déjà présente sur son premier album Reflets qui paraît en 1970 va marquer le coup d’envoi d’un phénomène qui va révolutionner la Bretagne. Il le fait de manière plus marquée à partir de 1971 avec le titre Pop Plinn puis, en 1972 et 1973 respectivement, avec certains titres des albums suivants À l'Olympia et Chemins de terre. Ce dernier comprend notamment un titre rock sans racine traditionnelle, une composition nouvelle mais chantée en breton : Brezhoneg 'Raok, véritable manifeste en faveur de la langue bretonne. C'est encore une première fois : avec ce titre, il redonne à sa langue minoritaire une expression publique. De part sa connaissance de la musique celtique, de la musique folk et du rock anglo-saxon, il innove musicalement en créant des compositions nouvelles avec des arrangements uniques. De par ses métissages, il sera l'un des précurseurs de la world music.

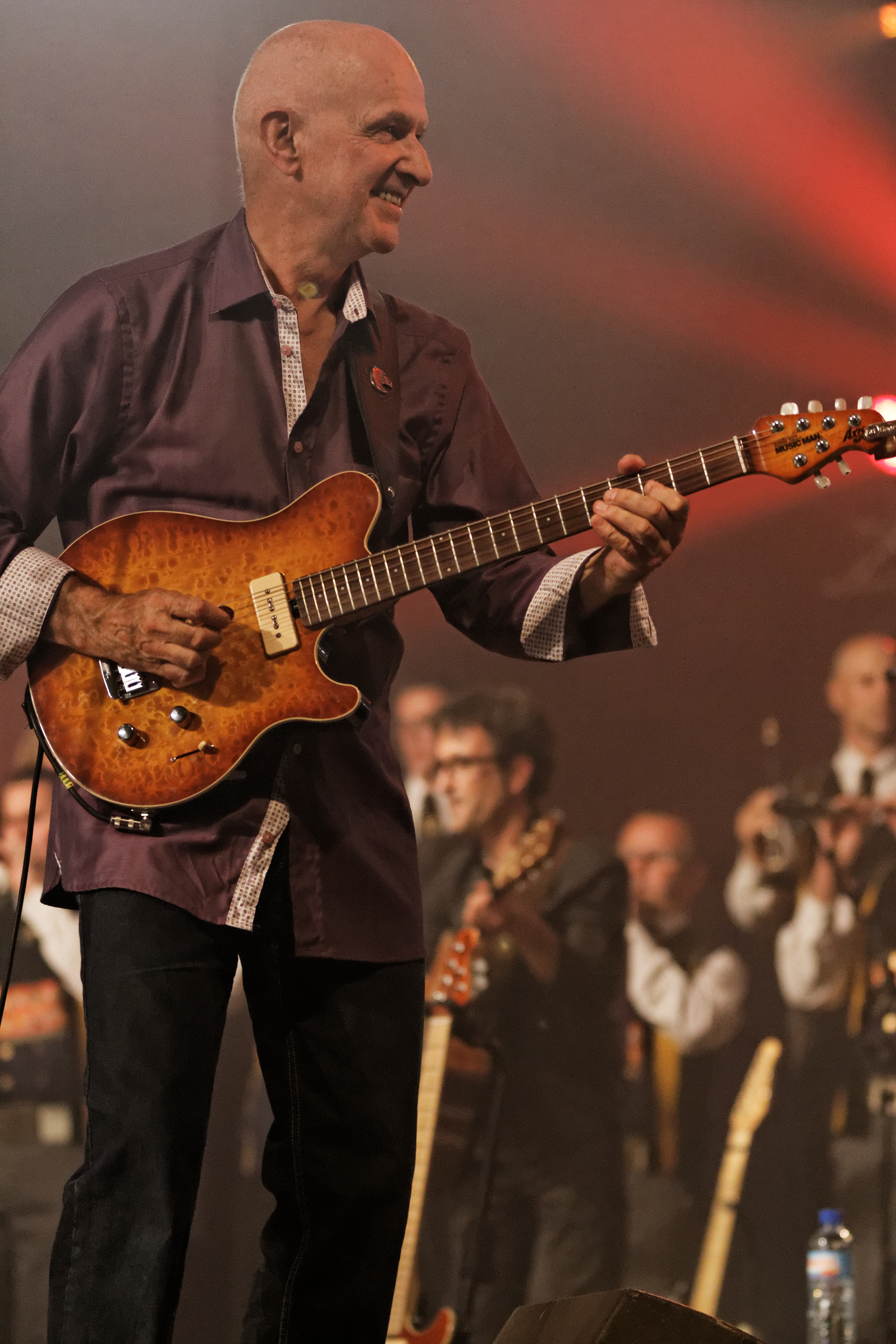
Dan Ar Braz et L'Héritage des Celtes

Cette tentative de panceltisme des musiques folk a eu un impact considérable en France et dans les pays celtes (Pays de Galles, Cornouailles) mais aussi en Europe et jusqu'aux États-Unis. Alan Stivell a largement contribué à promouvoir le genre folk rock celtique ou pop celtique, aussi bien en Bretagne ou sur les scènes parisiennes que dans ses grandes tournées dans le monde (Jazz é Breizh, Tro Ar Bed), comme Brenda Wootton en Cornouailles avec un folk rock celtique métissé ; elle fera de même découvrir le breton à un large public avec la chanson bretonne An Tour Dantelezet dédiée à saint Pol de Léon. Cela favorise l'émergence de nouvelles créations. Tout au long de sa discographie, certains titres sont clairement rock celtique. Ce fut d'ailleurs pour lui un rêve d'enfance. Puis il essayera de mêler aux sonorités bretonnes des influences électro ou hip-hop (Légende en 1983, 1 Douar en 1998, Explore en 2006), ce que fait Denez Prigent avec la gwerz par exemple. Il était accompagné dans les années 1970 par les guitaristes Dan Ar Braz et Gabriel Yacoub. Yacoub a formé Malicorne en 1973, l'un des groupes folk qui a rencontré le plus de succès en France. S'inscrivant dans le renouveau celtique, Dan Ar Braz mènera une belle carrière solo et rencontrera enfin le succès commercial et populaire à partir de 1993 avec l'Héritage des Celtes, grand rassemblement fédérateur dont il a été à l'origine. La Bretagne et Alan Stivell notamment ont largement répandu la notion d'interceltisme.

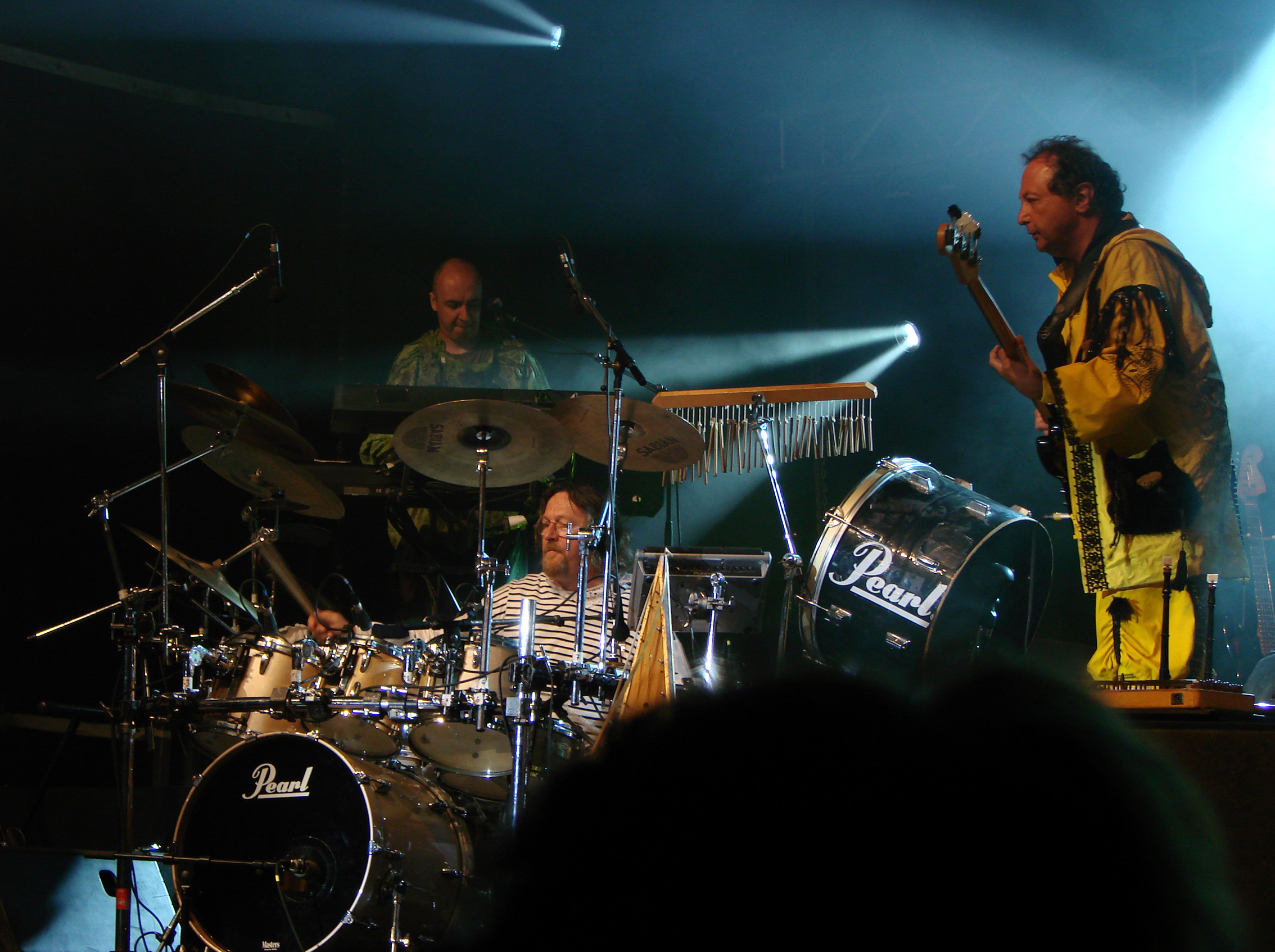
Tri Yann

Probablement le plus connu et certainement le groupe folk électrique le plus durable en France, Tri Yann s'est formé en 1969 et travaille toujours en studio et sur scène bien que l'un des "trois Jean" ait disparu en 2021. Il a très tôt ajouté à la musique traditionnelle des instruments « modernes » (guitares, basse, batterie). Au début des années 1970 sont fondés vers Carhaix les Diaouled Ar Menez, vers Quimper les Sonerien Du et vers Brest les Bleizi Ruz, trois groupes illustrant le fest-noz moderne. Le groupe Storlok, fondé en 1976 par Denez Abernot et Bernez Tangi dans le Léon, est l'un des groupes pionniers du rock en breton. À noter aussi le succès du groupe Gwendal avec leur premier album Irish Jig paru en 1974. Dans les années 1980, malgré une baisse d'intérêt pour le folk, la musique retourne à l'essentiel avec les groupes de fest-noz novateurs comme Kornog, Gwerz ou Barzaz. Le rocker nationaliste de Morlaix Georges Jouin jouait un rock'n'roll tel Eddy Mitchell mais en langue bretonne. La fin de la décennie voit apparaître à Nantes le groupe breton-finnois EV et son rock en breton, le chanteur Gweltaz-Thierry Adeux souhaitant préciser l'étiquette celtique : « Le terme « rock breton » me semble plus clair. Je chante en breton, donc je fais du rock breton. Même si globalement, ça appartient au monde celtique. » Ce sera le début d'une période à forte créativité, marquée par les mélanges, expériences, fusions, découvertes, et échanges.

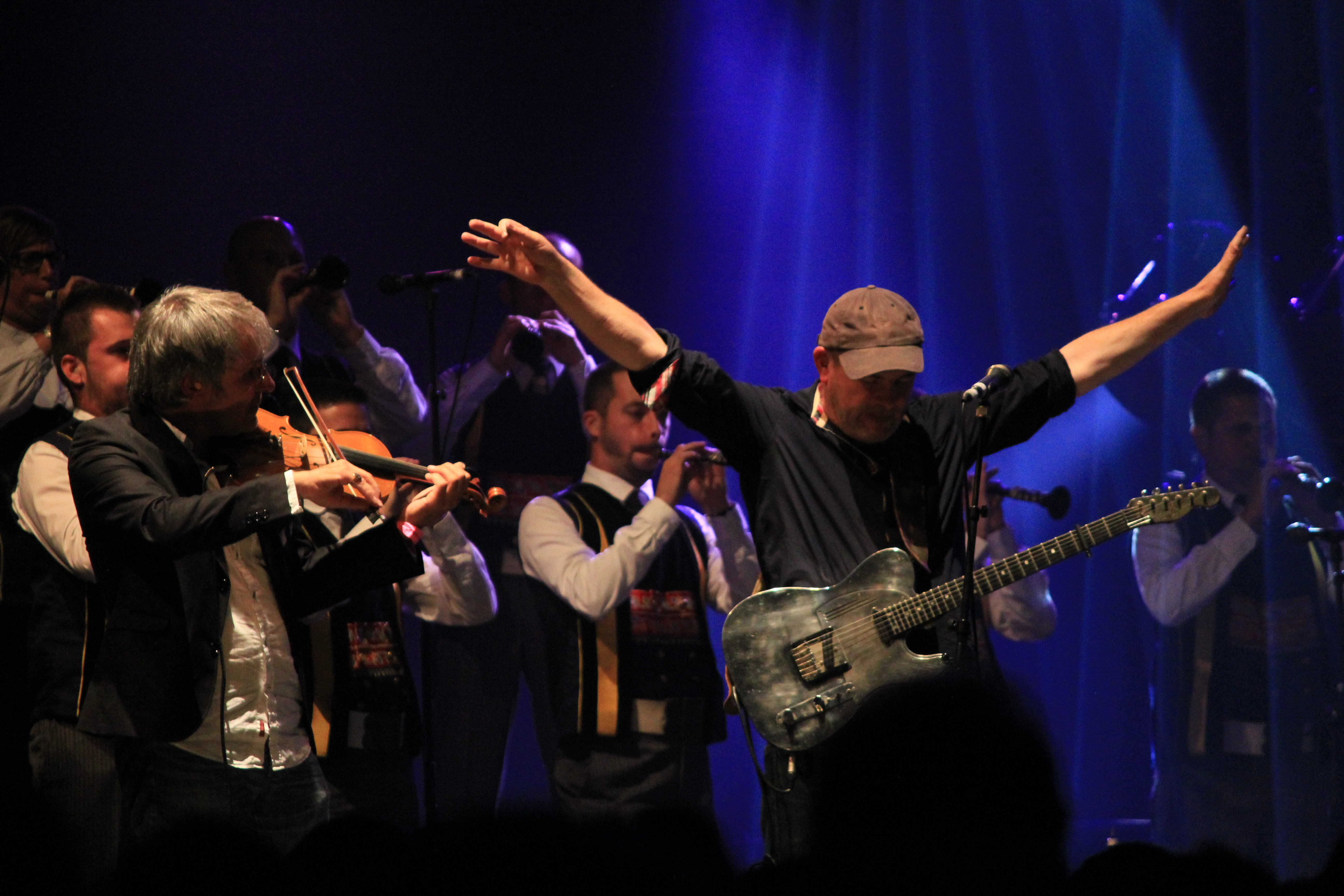
Red Cardell et le Bagad Kemper.

Dans les années 1990, les groupes Glaz, Forzh Penaos, Hastañ, New Dazont ou Kad renouvellent la musique traditionnelle bretonne grâce aux univers propres de leurs membres. Dès 1989, Penfleps mêle rock, danses bretonnes et musique arabo-andalouse, et à sa dissolution en 1992, il donne naissance aux groupes Red Cardell et Taÿfa, exemple original d'une fusion de la musique bretonne avec la musique berbère. Mais le groupe qui sonne le renouveau du fest-noz est Ar Re Yaouank (« les jeunes », dont Les Frères Guichen), jonction entre une audience traditionnelle et un « public rock ». Arkàn, fondé en 1995 par Pascal Lamour et Eric Trochu (Complot Bronswick), est l'un des premiers groupes de fest-noz à marier musiques électroniques et musiques traditionnelles du monde, afin d’amener la danse à une forme de trans musicale, avec des textes en anglais, breton, sanskrit. On peut citer également les artistes majeurs que sont Soldat Louis, Red Cardell ou Gérard Jaffrès. Des bagadoù pratiquent une ouverture à d'autres univers comme le bagad Kemper, bagad Bro Kemperle, bagad Saint-Nazaire, bagad Roñsed-Mor (dirigé par André Le Meut), bagad Brieg, bagad Konk Kerne, Kevrenn Alré (dirigé par Roland Becker)...

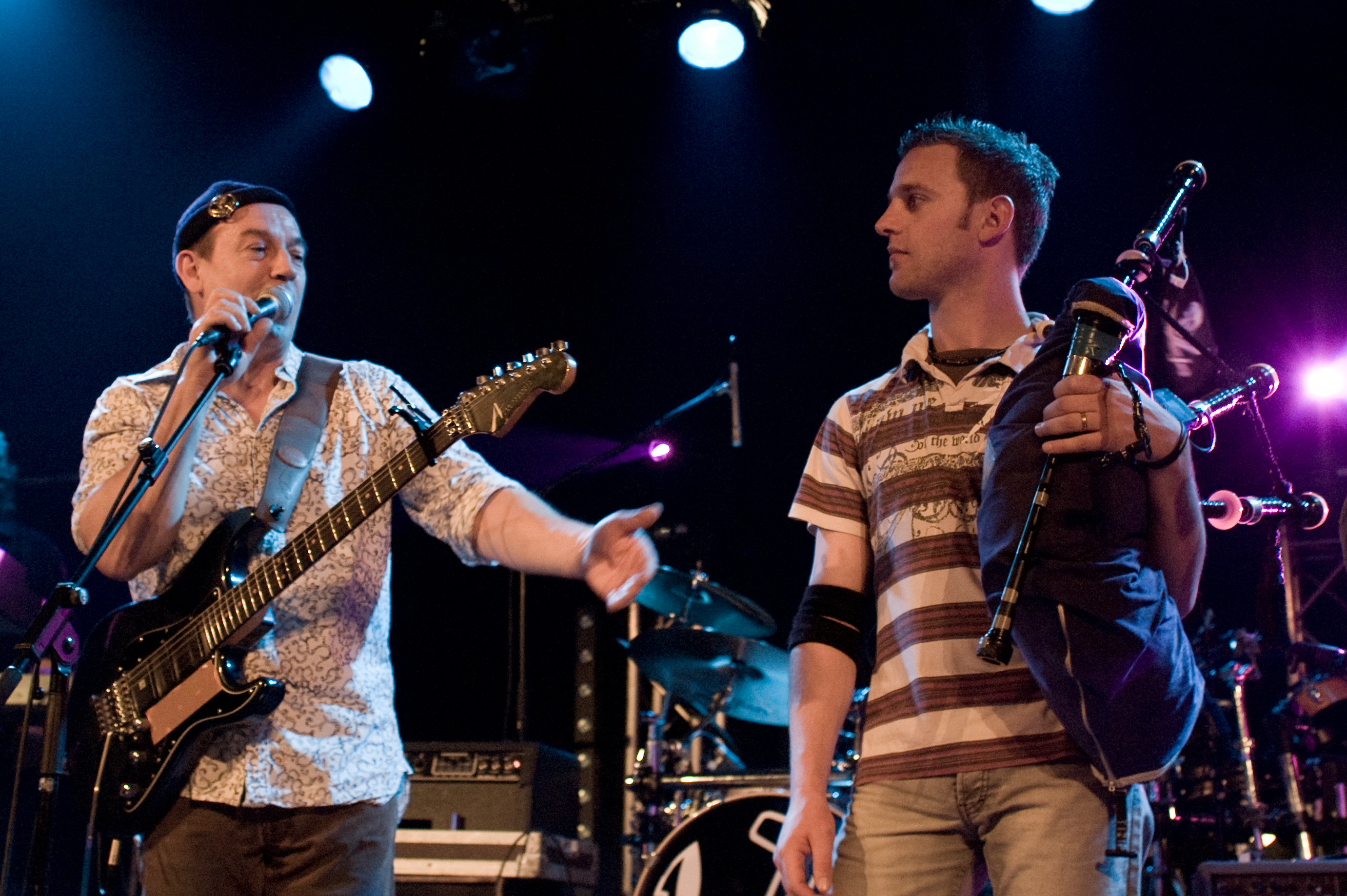
Soldat Louis

Après une longue carrière, dont un passage dans le groupe Fairport Convention en 1976, Dan Ar Braz forme le groupe inter-celtique l'Héritage des Celtes en 1993, réussissant à atteindre le succès grand public en France (2 Victoires de la musique, Eurovision 96, Paris-Bercy, Stade de France...). L'album Again d'Alan Stivell sorti la même année relance la musique celtique. Le groupe parisien Stone Age se forme. À la fin des années 1990, le rock celtique des lorientais d'Armens, des brestois de Matmatah (La Ouache) et de Merzhin ainsi que le rap celtique de Manau font des merveilles dans le monde de la musique en France. Roland Becker, qui faisait partie des premiers groupes d'Alan Stivell, invente un « jazz celtique » : sonneur très jeune du Bagad d’Auray, il est attiré par le jazz, se rendant compte que le jazz et la musique traditionnelle bretonne partageaient en quelque sorte la même histoire. Jacques Pellen crée en 1990 Celtic Procession, des albums et tournées dans ce genre musical et les frères Boclé et leur groupe Keltic Tales poursuivent dans cette voie avec l'aide de Ronan Le Bars.

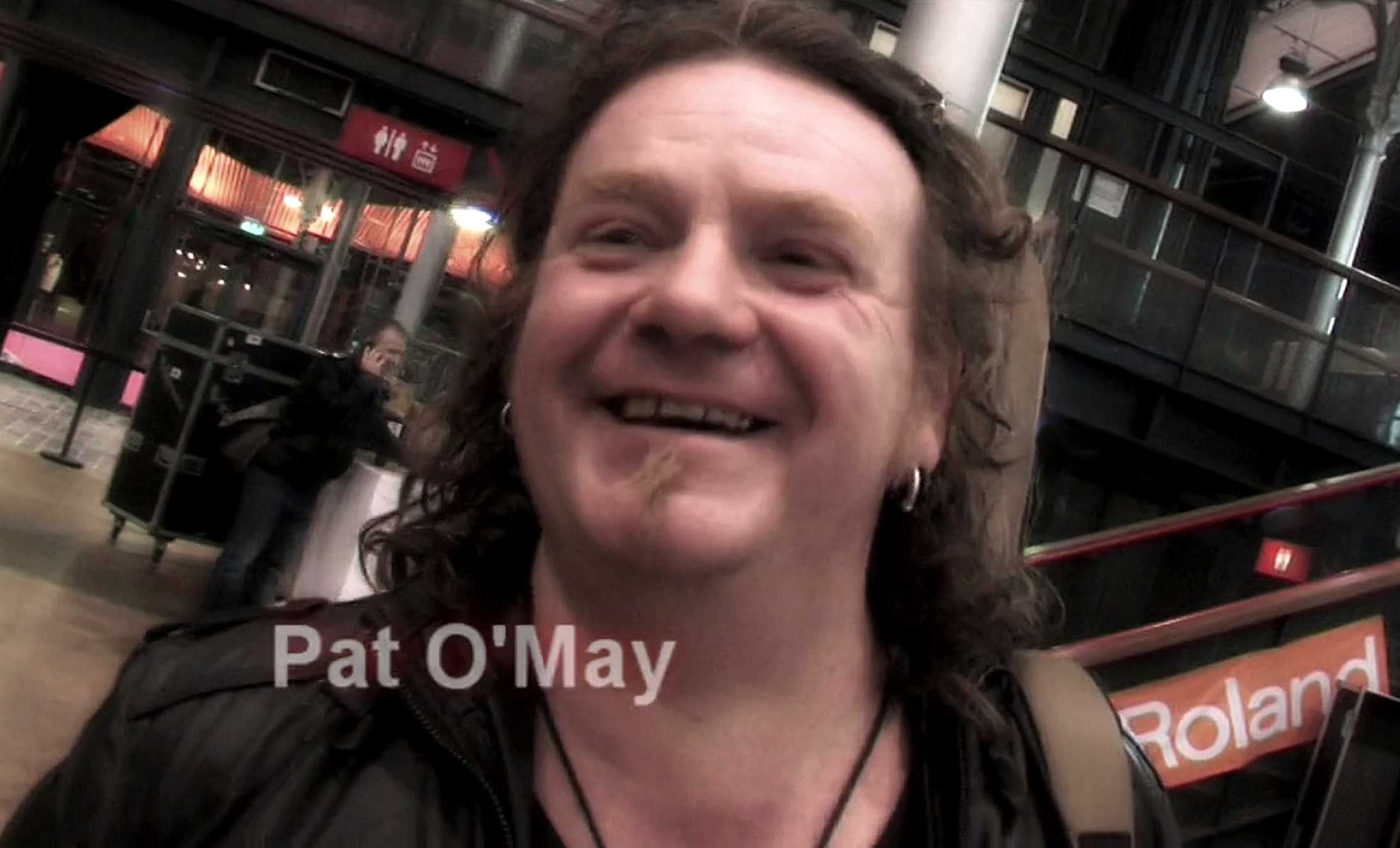
Interviewé au Salon Music&You de Paris en 2010, Pat O'May évoque Alan Simon et l'aspect très fédérateur de son opéra-rock Anne de Bretagne.

Dans les années 2000, il faut noter les guitaristes-chanteurs Dom Duff (Diwall) et Pat O'May, les chanteuses Gwennyn et Nolwenn Korbell ou encore The Terre-Neuve, Krêposuk, Esskalibur, Booze Brothers, Añjel I.K, les spectacles d'Alan Simon (Excalibur et l'opéra-rock Anne de Bretagne), etc. Des groupes se distinguent par la précision « rock breton » comme Plantec, Tri Bleiz Die, Daonet. En 2009, se sont formés en Loire-Atlantique les groupes Taran, The Maggie Whackers.

Les années 2010 voient l'arrivée de nouveaux talents comme TiTom à la bombarde, le groupe lyonnais entièrement féminin Toxic Frogs (révélation musicale 2015 du Festival Interceltique de Lorient), le rap-électro breton de Krismenn, de Raggalendo (rap féminin/rock-funk-Hip-hop), le groupe rhônalpin Celkilt (révélation Incroyable talent), les chansons en breton d'Iwan B, le rock progressif en breton de Julien Jaffrès et de Brieg Guerveno, le chant breton des lorientais de Brein et le metal-trad de Skarn. De jeunes groupes ont repris l'hymne breton, le Bro gozh ma zadoù, en hard rock comme Targas et les nantais de Daonet (version rock dynamique), ou la chanson revendicative La Blanche Hermine de Gilles Servat en punk celtique par Les Ramoneurs de menhirs.

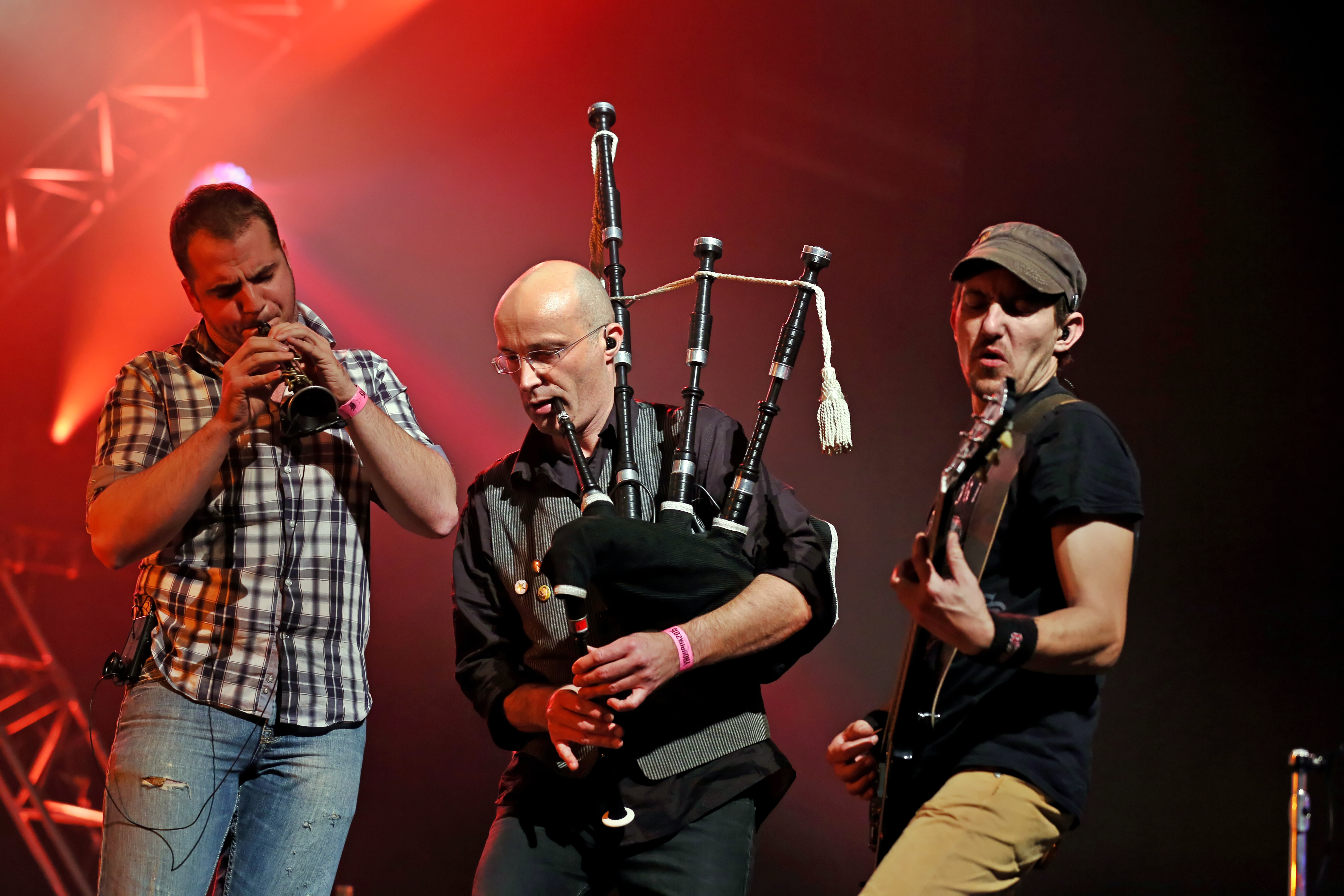
Digresk au festival Yaouank 2015.

En Bretagne, différents courants proches de l’appellation « rock celtique » concernent des groupes contemporains qui se produisent sur des scènes diverses :
- de nombreux groupes jouant de la musique à danser, lors de festoù-noz, mixent les influences électriques : Arvest, Forzh Penaos, Gwenlann, Hiks, Plantec, Fleuves, Jean-Charles Guichen, David Pasquet Group, Kepelledro, Al Loar Zu, Celdones, Digresk, Dismeganz, Elwen, TiTom, Hejañ, JMK, NOON ;
- du rock alternatif : Breizharock (Pat O'May, Soïg Sibéril, bagad...), Back Ouest, le rock atmosphérique de Children in Paradise[18], le ska d'Epsylon (Nantes), le "celtico-médiévale" des nantais de Les Gargouilles, Black Label Zone (Briec), Beg Braz (Brest), Kohann (pop rock/trip hop), Skarn, Skilda, Stetrice (folk) ;
- les musiques festives : les nantais de Kanañ et de BogZH Celtic Cats ! (créé lors l'arrêt du groupe Daonet - Rock breton en 2014), Mask ha gazh, Morenn, Penn Du, Sons Of O'Flaherty, The Maggie Whackers, Peulvens (Lorient), les Vrillés ;
- de la world celtique : Afro Celt Sound System, Wig A Wag, les « celto-berbère » Taÿfa, Mugar, Thalweg, Arkan ;
- le chant de marin métissé : Charly et les Gaillards, les Naufragés.

En Bretagne, mis à part certains concerts lors des grands événements (le Cornouaille à Quimper, l'Interceltique à Lorient, les fêtes maritimes à Brest, Paimpol ou Douarnenez, Les Filets bleus à Concarneau), de petits festivals se sont créés, laissant une grande place d'expression au genre : festival Le Petit Village à Lanfains, Buguélès, Celtirock à Plouézec, Celtival à Guémené-Penfao. D'autres festivals spécifiques se sont développés en France : Celt'Fest (Tournon), Celtik Trad-Rock Festival (Mesvres), Celti'Teuillac (Teuillac), Festival Celtie d'Oc (Cazavet), Festival Celte en Gévaudan (Haute-Loire), Plein'Air Celtiquement Rock (Béthancourt-en-Vaux), Rock celtique (Plancy-l'Abbaye), Écoute s'il pleut (Valognes), Les Roches Celtiques (Saint-Victor-sur-Loire), Pipes&Drums Celtic&Rock festival (franco-suisse).
Dans toute la France, il existe des groupes qui diffusent leur passion du rock celtique : AOC (Appellation d'Origine Celte) qui, grâce à sa reprise des Lorientaises, s'est forgé une solide réputation chez les bretons (Pyrénées-Orientales), Avel Glas, Asturial (Tours), Bagad Café (Chaumont), Les Binuchards (Charente), BogZH Celtic Cats ! (Nantes, Vannes), Booze Brothers (Pyrénées), Breizh Mind (Mayenne), Bézèd'h (Alsace), La Cage au Folk (Nancy), Caliorne (Île-de-France), Cap'taine Jack (Montbéliard), Capstern (Lauzach), Celt Keys (Pontarlier), Celtic Kanan (Toulon), Celt'hic (Paris), Esskalibur (Le Mans), Jack Raven's Whores (Quimper), Les Crogs (Poitou-Charentes), L'Ange Vert (Mayenne), Les Passagers du Gawenn (Laval), Daviken (Tours), Son Ar Dan (Ploërmel), FFR Celtic Fiesta (Belfort), Kalffa (Sens), Kenavo (Marne), Kofee Miam Miam (Poitou-Charentes), Korrigan's Celtic Rock (Haute-Saône), Krêposuk (Le Mans), Brazatak (Le Mans), Kroazhent (Paris), Lemonfly (Dijon), Maltavern (Auxerre), Motis (Jura), Penn Du (Île-de-France, Eure), PibRock (Côte d'Opale), Projekt one (Franche-Comté), Rémo (St-Etienne), Saints and Sinners (Tours), Sea and Field (Loir-et-Cher), Sons of O'Flaherty (Vannes), The Shoepolishers (Belfort), Strollad (Vendée), The Maggie Whackers (Nantes), The Moorings (Bas-Rhin), To The Last Drop (Paris), TornaoD (Montreuil), Tri Luern Glaz (Paris), Transpher (Melun), Yogan (Yonne), Zapo (Aquitaine), ZH (Île-de-France).

### Irlande

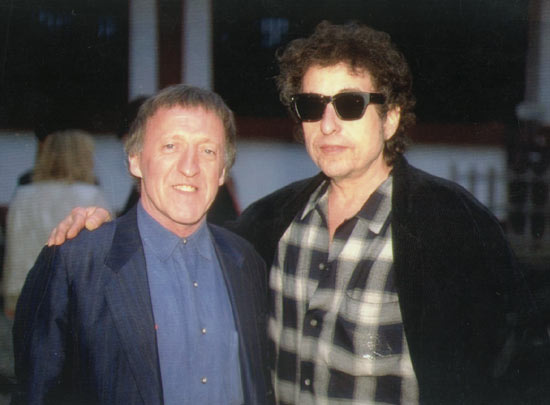
Paddy Moloney et Bob Dylan.

C'est en Irlande que le rock celtique est apparu en premier parce que des musiciens ont tenté d'appliquer à leur propre culture l'utilisation du "folk électrique" avec la musique traditionnelle. Le revival folk s'annonce avec The Clancy Brothers qui popularisent leurs ballades aux États-Unis. En Irlande, The Chieftains incarnent l'immense popularité d'une musique traditionnelle instrumentale en plein renouveau. Fondé en 1963 par Paddy Moloney, dans la lignée de son groupe Ceoltóirí Chualann avec Seán Ó Riada, ils seront amenés à jouer dans l'univers rock aux côtés notamment de Van Morrison, des Rolling Stones, Eric Clapton, Mark Knopfler, Sting, Elvis Costello, Tom Jones, Roger Waters, ou du jeune Mike Oldfield, compositeur très inspiré par l'Irlande. Van Morrison s'est également inspiré de sa terre natale tout au long de sa carrière folk rock. En 1966, Sweeney's Men, fondé par Andy Irvine entre autres, vont révolutionner la musique irlandaise par l'importation du bouzouki grec et développer un folk rock irlandais. Andy Irvine prolonge l'expérience en 1972 avec Planxty, en compagnie de Christy Moore, Liam O'Flynn, Dónal Lunny, et forme un revival dépassant les contours de l'île.
À la fin des années 1960, l'Irlande avait déjà peut-être la musique folk traditionnelle la plus florissante et le développement croissant du blues et de la scène pop, qui a fourni une base pour de rock irlandais. Peut-être l'exemple le plus réussi de cette scène a été le groupe Thin Lizzy, formés en 1969 par Phil Lynott. Leurs deux premiers albums ont été dûment influencés par la musique traditionnelle irlandaise (The Dubliners) et leur premier single à succès Whiskey in the Jar en 1972 était une version rock d'une chanson traditionnelle irlandaise. Après, ils ont commencé à s’orienter vers le hard rock mais ont conservé certains éléments occasionnels de rock celtique sur les albums suivants, comme Philomena (1974), Jailbreak (1976). Gary Moore, guitariste (nord-irlandais) de blues ou hard rock a joué à plusieurs reprises avec le groupe. On peut également citer en exemple le guitariste chanteur Rory Gallagher dont le blues rock était souvent coloré de mélodies de musique traditionnelle irlandaise.

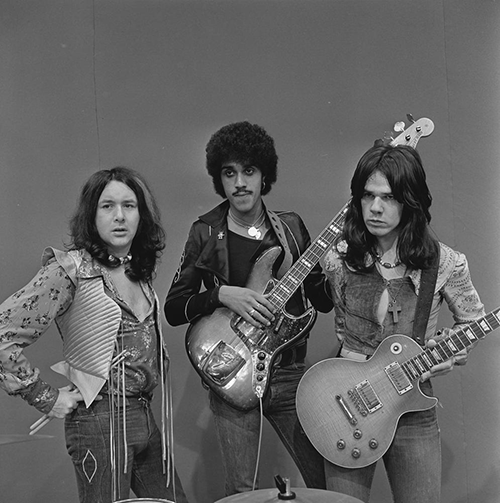
Thin Lizzy en 1974 ; Brian Downey, Phil Lynott, Gary Moore.

Formé en 1970, Horslips était le premier groupe irlandais à se voir appliquer le terme « rock celtique ». Leurs réalisations comprenaient musique traditionnelle irlandaise et celtique et instrumentation, thèmes et images celtiques, albums-concept basés sur la mythologie irlandaise, d'une telle manière qu'ils sont entrés sur le territoire de rock progressif entièrement alimenté par le son hard rock. Horslips est considéré comme important dans l'histoire du rock irlandais comme il est le premier groupe majeur à connaître le succès sans avoir quitté leur pays natal et peut être vu comme fournisseur d'un modèle de rock celtique en Irlande et ailleurs. Ces développements se sont déroulés en parallèle avec le renouveau folklorique en plein essor en Irlande qui comprenait des groupes tels que Planxty et Bothy Band[réf. nécessaire]. The Bothy Band innove en pimentant la musique traditionnelle de jazz, de rock, de pop et même de classique. C'est dans cette tradition que Clannad, clan familial dont le premier album est sorti en 1973, adopte des instruments électriques et un son plus « new age » au début des années 1980. Il impose pour la première fois un titre en gaélique au sommet des hit-parades anglais[réf. nécessaire]. La chanteuse Enya poursuit en solo ces atmosphères new age pour devenir une « diva » du genre (l'une des artistes irlandaises solo ayant vendu le plus d'albums[réf. nécessaire]).
Dès le début des années 1980, la musique traditionnelle s'adapte à la nouvelle donne. Moving Hearts, formé en 1981 par des anciens membres de Planxty (Christy Moore et Dónal Lunny) a suivi le modèle établi par Horslips en combinant musique traditionnelle irlandaise avec le rock et ajoutent aussi des éléments de jazz ou d'électronique à leur son. Les Irlandais de U2 vont puiser dans leurs racines celtiques pour insuffler au rock un lyrisme nouveau ; cela se traduira dans leurs premiers albums (October, War) par le recours au uilleann pipes. In Tua Nua (en) ou Cry Before Dawn (en), deux groupes de rock, intègrent un uilleann piper dans leurs rangs. En 1982, le groupe soul britannique Dexys Midnight Runners livre un album original de folk rock celtique, Too-Rye-Ay (no 2 des ventes, 46 semaines dans les charts, Brit Awards) dont est issu Come On Eileen (record des ventes 1982) qui commence par un solo de fiddle. À la fin des années 1980, Sinéad O'Connor incarne le folk rock irlandais de l'époque.
Les groupes irlandais notables du genre incluent : Celtus, The Chieftains , The Corrs, The Cranberries, The Elders, Rory Gallagher, Horslips, The Indulgers, In Tua Nua, Lindisfarne, Mama's Boys, Moving Hearts, The Pogues, The Script, Thin Lizzy, Snow Patrol, et U2.

### Écosse
Il y avait déjà des liens forts entre musique écossaise et irlandaise dans les années 1960, avec des groupes irlandais comme The Chieftains qui avaient en Écosse plus de succès que les artistes nationaux. Le revival des années 1970 est amené par Battlefield Band (Jamie Mc Menemy entre autres), incluant la pop dans l'univers des musiques traditionnelles, à travers un mélange de clavier et de cornemuse. L'adoption du folk electric produit des groupes comme JSD et Spencer's Feat. Sur les décombres de ce dernier en 1974, les musiciens ont sans doute formé le groupe le plus populaire dans ce genre, combinant des membres irlandais et écossais, pour former Five Hand Reel. Avec un esprit rock, même s'il privilégie volontiers l'acoustique et les instruments traditionnels, The Tannahill Weavers est un grand groupe écossais de l'époque. Deux des groupes à succès des années 1980 émergent de groupes de danse[réf. nécessaire].
À partir de 1978, lorsqu'ils commencent à sortir des albums originaux, Runrig produit du brillant folk électrique écossais, avec leur premier album au succès commercial Play Gaelic (en)[réf. nécessaire]. Depuis les années 1980, Capercaillie combine musique folk écossaise, instruments électriques et haunting vocals avec un grand succès. Alors que la cornemuse était devenue un élément essentiel dans les groupes folk écossais, elle était beaucoup plus rare dans des ensembles folk électrique, mais elle fut intégrée avec succès dans leur son par Wolfstone à partir de 1989, concentré sur une combinaison de la musique des Highlands et du rock. Le groupe de rock alternatif au succès international Simple Minds tire de racines écossaises le jeu très particulier du guitariste Charlie Burchill, proche d'un son de cornemuse. L'album, The Crossing de Big Country en 1983, est célèbre pour ses sons de cornemuse créés en utilisant l'appareil EBow sur guitare. La même année, se forme le groupe rock folk celtique The Waterboys autour de son leader Mike Scott. En 1987, apparaissent The Silencers et leur pop folk rock.
Récemment[Quand ?], il y a l'apparition de groupes fusions comme Red Hot Chilli Pipers (2002), Wolfstone (en), The Dreaming (en), Rock Salt & Nails (en), Bongshang (en), Shooglenifty (en), The Band from Rockall (en), Stramash (2010)... Les nouveaux artistes n'hésitent pas à adapter la tradition aux musiques actuelles comme le violoniste de Nouvelle-Écosse Ashley MacIsaac.

### Pays de Galles
Au pays de Galles le développement du rock celtique a été plus lent, en partie à cause de la division entre culture rock anglophone et la culture folk en langue galloise. À la fin des années 1960, le pays de Galles a produit certains artistes et groupes importants qui ont émergé comme de grands artistes britanniques ou internationaux. Cela comprend la power pop tenue par Badfinger, les psychédéliques rockers d'Elastic et le trio de hard rock Budgie. Mais malgré l'éphémère formation Y Blew (un single en 1967) et les groupes folk formés au début des années 1970 comme Y Tebot Piws, Ac Eraill et Mynediad am Ddim, il faut attendre 1973 avant que le premier groupe rock significatif en langue galloise, Edward H. Dafis, à l'origine d'une tenue tardive du rock 'n' roll, fasse sensation en électrisant et tentant d'utiliser l'instrumentation rock tout en conservant des paroles en langue galloise. En conséquence, pour une génération, écouter de la musique rock en langue galloise pouvait désormais devenir une déclaration de l'identité nationale. Cela a ouvert la porte pour une culture rock nouvelle mais inévitablement la plupart des créations en langue galloise ont été incapables de percer dans l'industrie musicale anglophone dominante. Cela ne s'est pas confirmé par la suite. Dans les années 1980, le groupe rock alternatif britannique The Alarm sort deux albums en gallois (Newid est no 13 des ventes au Royaume-Uni). Le groupe Ceredwen chante en gallois et The Bluehorses obtiendra beaucoup de succès jusqu'à la fin du groupe en 2007.

### Cornouailles et île de Man
Alors que d'autres nations celtes avaient déjà une culture musicale folk avant la fin des années 1960, ce fut moins vrai en Cornouailles et à l'île de Man, qui avaient aussi une population relativement faible et plus intégrée dans la culture anglaise (cas de Cornouailles) et de l’État britannique. En conséquence, il y eut relativement peu d'impact de la vague initiale de l'électrification folk des années 1970. Cependant, le mouvement pan-celtique avec ses festivals musicaux (festival interceltique de Lorient, festival des médias celtiques) et culturels a contribué à favoriser quelques réflexions en Cornouailles, où quelques groupes à partir des années 1980 utilisent les traditions de la musique des Cornouailles avec le rock, notamment Moondragon et son successeur Lordryk (plus acoustique). Plus récemment[Quand ?], les groupes Sacred Turf, Skwardya et Krena ont été performants dans la langue cornique. L'inspiration de l'île de Man est très présente chez le groupe The Mollag Band, avec des textes sous forme de « protest-folk » ou plus légers. À la fin des années 1990, le groupe King Chiaullee (en) se forme sur l'île et joue depuis son rock celtique dans les grands festivals d'Europe et aux États-Unis.

## Influence
Alors que le courant folk électrique anglais, après la reconnaissance initiale, retomba dans l'état d'une bande-son sous-culturelle, dans beaucoup de communautés et de nations celtes il est resté à la pointe de la production musicale. La première vague de rock celtique en Irlande, bien que l'alimentation soit finalement dominée par le rock progressif et hard rock anglo-américain, a fourni une base pour les groupes irlandais qui ont un succès international, y compris les Pogues et U2 : certains utilisent la musique traditionnelle celtique dans un nouveau contexte et d'autres y renoncent pour un son distinctif mais traditionnel. Des cas similaires peuvent être vus en Écosse mais avec un retard dans le temps, bien que le rock celtique se soit développé, avant que des groupes comme Runrig puissent obtenir une reconnaissance internationale. Il a donc permis d'exporter la musique celtique à un public extérieur aux pays celtes (par exemple aux États-Unis, Europe, et Afrique).
Dans d'autres communautés celtiques, et en particulier où les locuteurs celtiques ou descendants sont une minorité, la fonction de rock celtique est moins de créer le succès grand public, mais plus pour renforcer l'identité culturelle. Une conséquence de cela a été le renforcement de la culture commune celtique (panceltisme) et d'identités nationales ou régionales particulières, entre ceux qui ont un patrimoine commun, mais qui sont largement dispersés. Cependant, peut-être la conséquence la plus importante du rock celtique a été tout simplement comme une incitation générale à la créativité musicale et culturelle immense (nouvelle jeunesse, développement des groupes traditionnels celtiques, interprètes musicaux populaires). Plusieurs festivals, notamment en Europe, sont incités à s'intéresser à l'identité celtique par cette vision moderne d'un héritage culturel en renouveau (notamment Galice et Asturies en Espagne, Les Anthinoises en Belgique, Festival Celtic aux Pays-Bas, Guinness Irish Festival en Suisse, à Veneto en Italie, et Zamek Festival en Pologne).